# John Wilkins

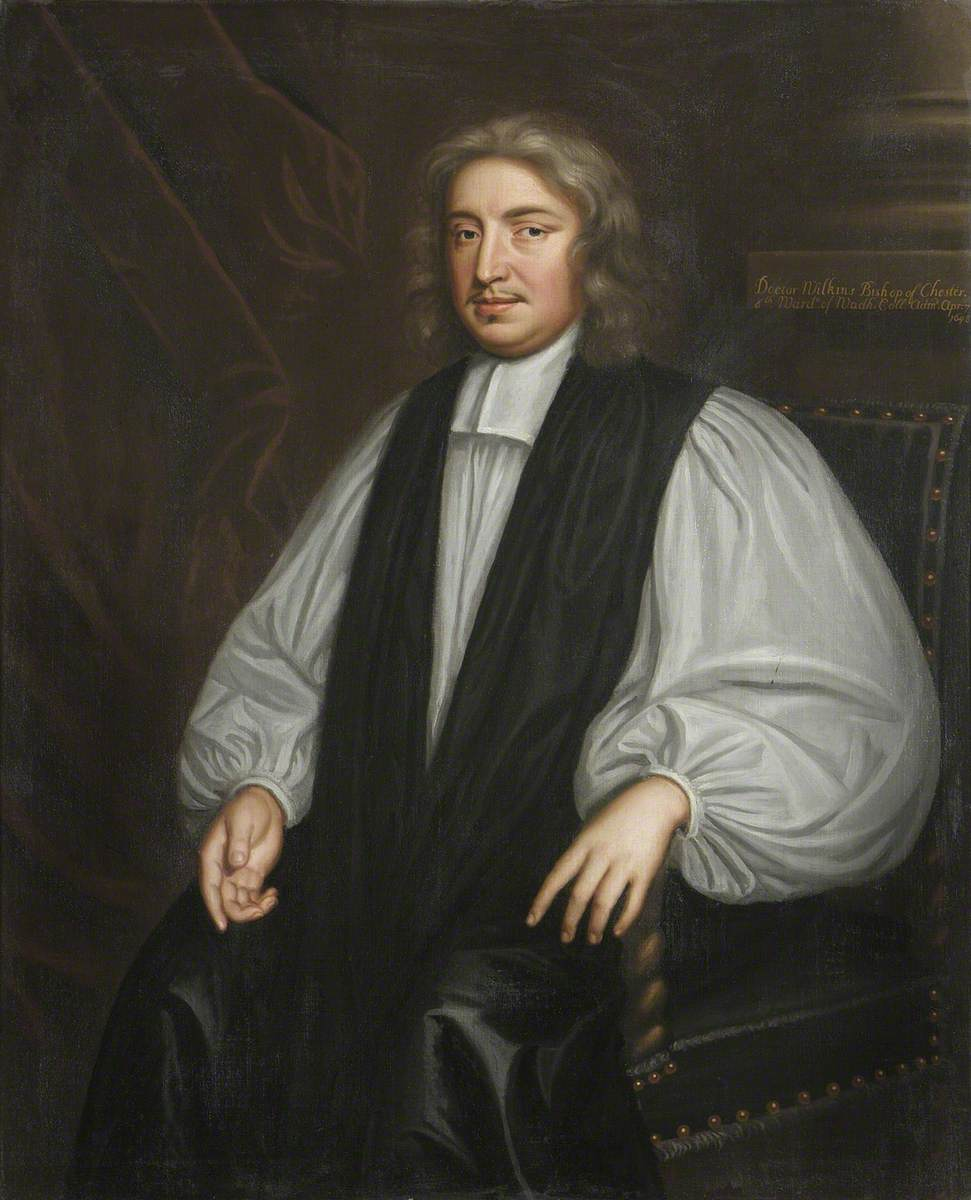
Portret van John Wilkins
(ca.1670), John Greenhill, Wadham College

John Wilkins (Fawsley, Northamptonshire, 14 februari 1614 - Londen, 19 november 1672) was een Britse cryptograaf, parlementariër en vanaf 1668 tot aan zijn dood bisschop van Chester.

## Leven
Wilkins genoot een opleiding aan de Universiteit van Oxford, trouwde met de zus van Oliver Cromwell en werd cryptograaf in dienst van de spionagemeester van Cromwell, John Thurloe. In deze periode was hij ook parlementariër. Hij overleefde het herstel van de monarchie in 1660 en diende hierna onder Karel II van Engeland. Daarnaast was hij een van de oprichters van de Royal Society, waarvan hij ook de eerste secretaris was. Hij stierf aan complicaties van nierstenen.

## Cryptografie
Een verhandeling over cryptografie van zijn hand (anoniem gepubliceerd) geldt als het oudst bekende in de Engelse taal binnen dit vakgebied. In dit werk, getiteld Mercury, or The Secret and Swift Messenger (1641) introduceerde Wilkins de volgende termen in de Engelse taal:
- Cryptographia (door hem gedefinieerd als geheimhouding in schrift),
- Cryptologia (geheimhouding in gesproken taal) en
- Cryptomeneses (de algemene aanduiding voor het hele vakgebied).

Tevens gaf Wilkins in dit werk een omschrijving van verschillende vormen van geometrische versleuteling, waarbij de letters van het klaarschrift vervangen worden door streepjes, stippen en driehoeken.

## Overig werk

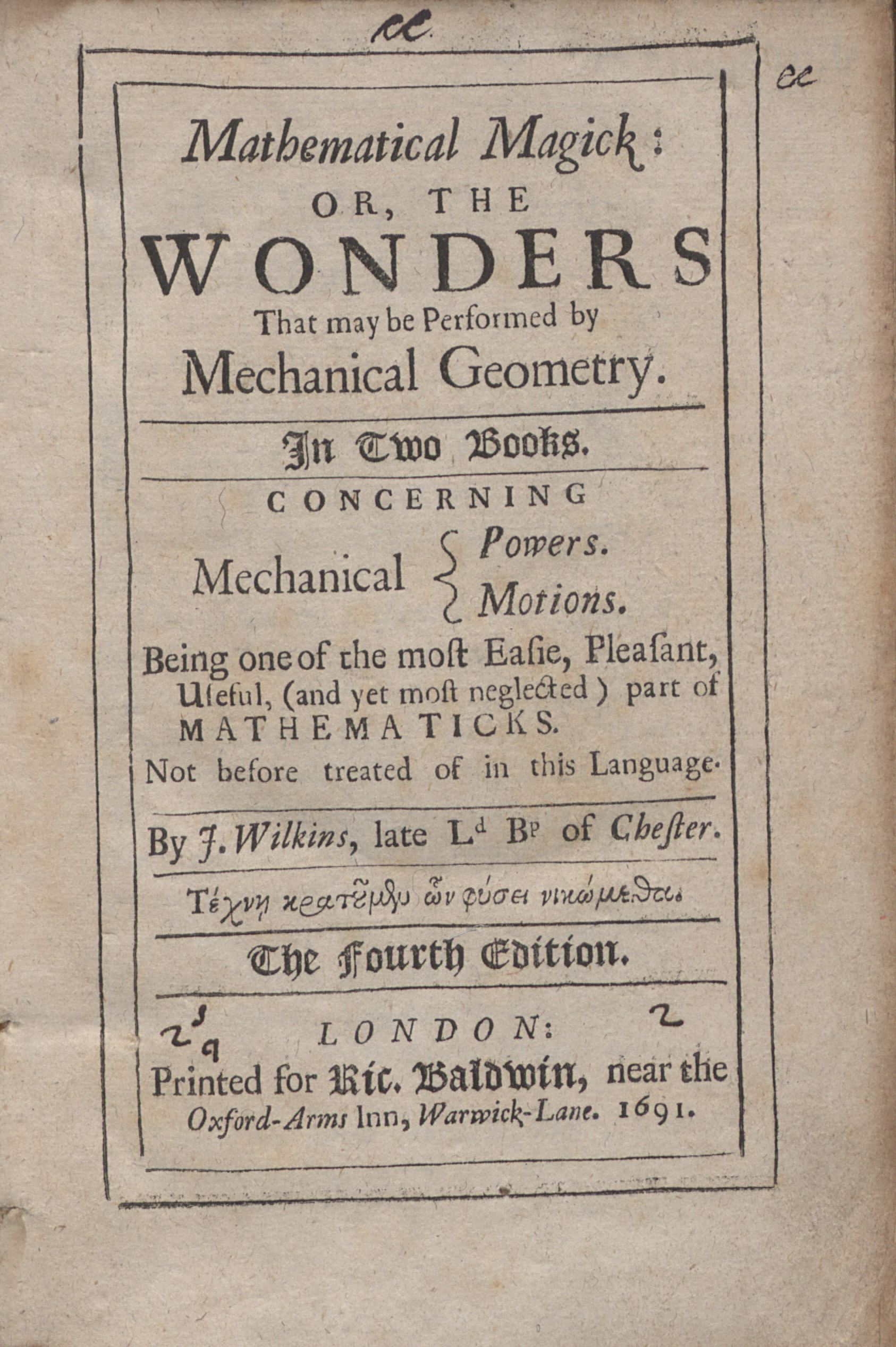
Mathematicall magick, 1691

Wilkins was een aanhanger van kunsttalen, wat zich uitte in het werk An Essay Towards a Real Character, and a Philosophical Language (Londen, 1668), waarin hij pleitte voor een nieuwe universele taal voor filosofen. De taal die hij in dit werk beschrijft, is vooral bekend is geworden onder de naam Real Character. Opmerkelijk is ook de vroegste omschrijving van een onderzeeboot in Mathematical Magick (1648). Verder publiceerde Wilkins onder meer:
- The Discovery of a World in the Moone (1638)
- A Discourse Concerning a New Planet (1640)
- Of the Principle and Duties of Natural Religion (1680)